# 조 무어

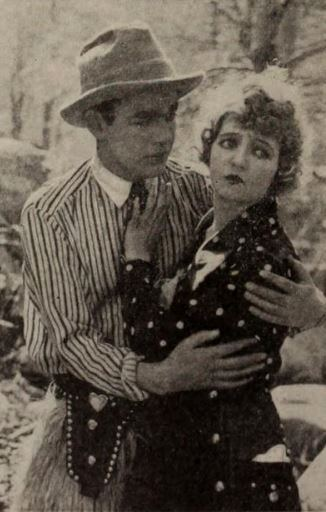

조 무어(영어: Joe Moore, 1894년 11월 22일 ~ 1926년 8월 22일)는 아일랜드계 미국인 배우이다. 아일랜드 미스주에서 태어나 어릴 적 미국으로 이민한 뒤 배우로 활동했다. 형인 오언 무어, 톰 무어, 맷 무어도 배우였다.
1926년 샌타모니카에서 심근 경색으로 죽었다.